# Microchrysa circumscripta
Microchrysa circumscripta är en tvåvingeart som beskrevs av Friedrich Hermann Loew 1857. Microchrysa circumscripta ingår i släktet Microchrysa och familjen vapenflugor. Inga underarter finns listade i Catalogue of Life.